# 乔甸镇
乔甸镇，是中华人民共和国云南省大理白族自治州宾川县下辖的一个乡镇级行政单位。

## 行政区划
乔甸镇下辖以下地区：
杨保村、石碑村、大罗村、河边村、海稍村和雄鲁么村。